# ND Mura 05
Nogometno Društvo Mura 05, cunoscut pe larg ca ND Mura 05 sau simplu Mura 05, a fost un club de fotbal din Murska Sobota, Slovenia. Clubul a fost fondat pe 16 iunie 2005 și desființat în 2013, în urma falimentării, după două sezoane consecutive în care a evoluat în PrvaLiga.

## Antrenori
- Edin Osmanović (2007–2008)
- Primoz Gliha (2009–2010)
- Robert Pevnik (2011)
- Ante Šimundža (2011–2012)
- Franc Cifer (interimar) (2012)
- Oliver Bogatinov (2012–2013)
- Ante Šimundža (2013)